# Reading Football League
De Reading Football League is een Engelse regionale voetbalcompetitie. Er zijn 6 divisies waarvan de hoogste zich op het 11de niveau in de Engelse voetbalpiramide bevindt.
De league kwam tot stand in 1989 na een fusie tussen de Reading & District League en de Reading Combination. Er waren eerst 10 divisies maar dat is naar 6 herleid over de jaren. De kampioen van de Senior Division kan promoveren naar de Combined Counties League of de Hellenic League.

## Senior Division kampioenen
- 1989-90 - West Reading
- 1990-91 - Forest Old Boys
- 1991-92 - Reading Exiles
- 1992-93 - Woodley Arms
- 1993-94 - Mortimer
- 1994-95 - Mortimer
- 1995-96 - Reading Exiles
- 1996-97 - Mortimer
- 1997-98 - Forest Old Boys
- 1998-99 - Forest Old Boys
- 1999-00 - Forest Old Boys
- 2000-01 - Forest Old Boys
- 2001-02 - Mortimer
- 2002-03 - Forest Old Boys
- 2003-04 - Highmoor & Ibis
- 2004-05 - Marlow United
- 2005-06 - Cookham Dean
- 2006–07 – Ascot United
- 2007–08 – Westwood United
- 2008–09 – Woodley Town
- 2009–10 – Reading YMCA
- 2010–11 – Highmoor Ibis
- 2011–12 – South Reading
- 2012–13 – Reading YMCA
- 2013–14 – Highmoor & Ibis Reserven
- 2014–15 – Marlow United
- 2015–16 – Reading YMCA
- 2016–17 – Reading YMCA
- 2017–18 – Reading YMCA
- 2018–19 – Marlow United
- 2019–20 – seizoen afgebroken
- 2020–21 – Finchampstead
- 2021–22 – Finchampstead
- 2022–23 – Yateley United
- 2023–24 – Westwood Wanderers